# Accuraatheid
Accuraatheid is de verhouding tussen het aantal juist geklasseerden en het totaal aantal geklasseerden bij een binaire classificatie. 

## Vierveldentabel
Een binaire classificatie wordt dikwijls aanschouwelijk voorgesteld in een vierveldentabel. Hier volgt een algemeen voorbeeld:
|                   | ziekte Z aanwezig | ziekte Z afwezig | totaal  |
| test positief (+) | a                 | c                | a+c     |
| test negatief (–) | b                 | d                | b+d     |
| totaal            | a+b               | c+d              | a+b+c+d |
De frequentie a wordt vaak aangeduid door TP (True Positives), de frequentie b door FP (False Positives), de frequentie c door FN (False Negatives) en de frequentie d door TN (True Negatives). De frequentie a is het aantal van degenen die positief op de test scoren en die ook aan de door de test onderzochte ziekte lijden. 'Test' moet hier zeer breed verstaan worden: het kan ja of neen als antwoord zijn op een vraag, wit of zwart, zes of meer ten opzichte van minder dan zes, enzovoorts. De frequentie b is het aantal van degenen die positief scoren en die niet aan de ziekte lijden, de frequentie c is het aantal van degenen die negatief scoren en toch aan de ziekte lijden en de frequentie d is het aantal van degenen die negatief scoren en niet aan de ziekte lijden. Het totaal aantal geklasseerden is de som van a, b, c en d. Men kan dus schrijven: 
accuraatheid = (a + d) / (a + b + c + d)
Het resultaat van de bewerking met deze formule drukt accuraatheid uit als fractie in per een (per unum, peruun). Vermenigvuldigd met honderd is de accuraatheid uitgedrukt als percentage (per honderd); vermenigvuldigt men met duizend dan wordt de accuraatheid uitgedrukt als promille (per duizend), enzovoorts.

## Voorbeeld
Een uitgewerkt voorbeeld:
|                   | ziekte Z aanwezig | ziekte Z afwezig | totaal |
| test positief (+) | 60                | 20               | 80     |
| test negatief (–) | 40                | 80               | 120    |
| totaal            | 100               | 100              | 200    |
In dit voorbeeld is dus a = 60, c = 20, b = 40 en d = 80. De accuraatheid is gelijk aan (60 + 80) / (60 + 20 + 40 + 80) = 0,7 per een (70%).